# Parka decipiens
Parka decipiens è una pianta estinta, dall'incerta collocazione sistematica. Visse tra il Siluriano superiore e il Devoniano inferiore (circa 415 - 400 milioni di anni fa) e i suoi resti fossili sono stati ritrovati in Europa. Si suppone possa essere stata una delle prime piante terrestri, anche se assomiglia all'attuale alga Coleochaete.

## Descrizione
I fossili di Parka decipiens sembrano piccole chiazze irregolari, circolari o ellittiche con un diametro di 0,5 - 7,5 centimetri, con una struttura reticolata che mostra piccoli dischi carboniosi. Questi dischi contengono una massa di ciò che è stato interpretato come spore. Esami ultrastrutturali di queste spore hanno mostrato che queste sono sprovviste della tipica cicatrice a Y caratteristica delle pteridofite del Siluriano e del Devoniano. 

## Classificazione
Parka decipiens venne descritta per la prima volta nel 1831 da Fleming, sulla base di resti fossili ritrovati in Scozia. Da allora le affinità di questi fossili sono sempre stati dibattuti. Parka mostra una somiglianza strutturale con l'alga verde attuale Coleochaete, soprattutto per quanto riguarda il tallo e le spore, ed è quindi stata inclusa nelle Charophyta. Non è chiaro, tuttavia, se Parka fosse a tutti gli effetti una Coleochaetales o una pianta più derivata, già in grado di colonizzare le terre emerse.

## Paleobiologia
I fossili di Parka sono stati ritrovati in strati contenenti mud-cracks, ovvero le spaccature che si rinvengono lungo il fango essiccato; ciò suggerirebbe che questa pianta potesse crescere in pozze basse che erano soggette periodicamente all'essiccamento. Le spore erano probabilmente rilasciate quando l'acqua veniva meno, facendole così sospingere dai venti verso altre pozze dove potevano germogliare e crescere come nuove piante. La stessa Parka, quindi, potrebbe essere una discendente del gruppo ancestrale che diede origine alle prime piante terrestri.